# Kreodanthus cajamarcae
Kreodanthus cajamarcae är en orkidéart som beskrevs av Paul Ormerod. Kreodanthus cajamarcae ingår i släktet Kreodanthus och familjen orkidéer.
Artens utbredningsområde är Peru. Inga underarter finns listade i Catalogue of Life.